# Strafe (Roman)
Strafe (schwedischer Titel: Straff) ist ein Roman des schwedischen Schriftstellers Håkan Nesser und einer angeblichen Co-Autorin, die das Pseudonym Paula Polanski verwendet. Die schwedische Originalausgabe erschien 2014 im  Albert Bonniers Förlag, Stockholm. Das Copyright wird Paula Polanski zugewiesen. Eine von Paul Berf übersetzte deutsche Ausgabe erschien 2015 beim Münchner Verlag btb (Random House) (ISBN 978-3-442-75606-3). Das gleichnamige Hörbuch, gelesen von Dietmar Bär und Katja Riemann, erschien ebenfalls 2015 (ISBN 978-3-8445-1810-8).

## Handlung
Der bekannte Schriftsteller Max Schmeling erhält über seinen Verlag einen Brief seines ehemaligen Schulkameraden Tibor Schittkowski, an den er keine angenehmen Erinnerungen hat. In diesem Brief bittet Tibor um einen Besuch, das sei Max ihm schuldig, denn immerhin habe er ihm zweimal das Leben gerettet. Daran kann sich Max zwar nicht erinnern, macht sich aus Neugier aber trotzdem auf den Weg. Die Fahrt zu Tibor wird für Max eine Reise an die Orte seiner Jugend. Es kommt auch zu flüchtigen Begegnungen mit fast vergessenen Bekannten. Tibor, inzwischen schwer krank, bittet Max darum, einen Text zu lesen. Darin steht die Lebensgeschichte des Tibor, die in einem Mord gipfelt. Tibor hat den Ehemann seiner Geliebten erschlagen. Diese Geliebte Kristiana war auch die Jugendliebe von Max. Tibor wird wegen des Mordes zu einer langen Haftstrafe verurteilt. Seine Tochter, die während seiner Haft geboren wurde, lernt er nie kennen.
Im zweiten Teil des Romans taucht diese Tochter auf, es ist Paula Polanski, die Mitautorin des Romans. Das Verwirrspiel, das längst begonnen hat, spitzt sich zu. Im Klappentext des Romans heißt es, sie sei eine deutsche Publizistin, die ein Pseudonym gewählt habe, dessen Notwendigkeit sich aus der Lektüre des Buches erschließe.